# Флаг Уэльса
Флаг Уэльса представляет собой изображение красного дракона (валл. Y Ddraig Goch) на белом и зелёном фоне. Законодательно принят в 1959 году, хотя красный дракон являлся символом Уэльса с незапамятных (по распространённому представлению, римских) времён. Он ассоциируется с героем средневековых легенд королём Артуром. В Средние века (при династии Тюдоров) белый и зелёный цвета также ассоциируются с Уэльсом.
В 1807 году королевский флаг выглядел как красный дракон на зеленом холме и белом поле, в 1953 году «окрестности» были изменены на белое и зеленое поле с неизменным драконом и щитом, увенчанным короной, а в 1959 году флаг приобрел нынешний вид.
Это единственный из флагов частей Соединённого Королевства, не включённый в его флаг, что вызывает определённую критику.

## Другие флаги Уэльса
|        | Штандарт Принца Уэльского    |
|        | Флаг Святого Давида          |
| cenetr | Флаг Армии Свободного Уэльса |

### Исторические флаги
|  | Флаг королей Гвинеда XII—XIII веков |
|  | Флаг королей Поуиса                 |
|  | Флаг королей Дехейбартa             |
|  | Флаг Уэльса 1807—1953               |
|  | Флаг Уэльса 1953—1959               |